# جامعة سيمد
جامعة سيمد جامعة خاصة في العاصمة الصومالية مقديشو تقدم الدراسات العليا. وتعتبر أول جامعة غير ربحية يُدرس فيها باللغة الصومالية. ويٌعتبر الرئيس الصومالي حسن شيخ محمود أحد مؤسسيها والمدير الأول فيها.

## خلفية تاريخية
في عام 1999 تأسست جامعة سيمد كمعهد للتعليم العالي.
بعد 11 عامًا من ذلك الوقت وفي يناير 2011 قرر مجلس الأمناء ترقية المعهد إلى جامعة. 

## الحوكمة والإدارة
تتكون هيئات الإدارة العليا للجامعة من:
- مجلس الأمناء
- مجلس الشيوخ بالجامعة
- المجلس الأكاديمي
- مجلس العمليات
- مجلس التنمية

## الكليات
- كلية علوم الإدارة
  - بكالوريوس في إدارة الأعمال
  - بكالوريوس في العلوم المالية والمصرفية
  - بكالوريوس المشتريات واللوجستيات
- كلية الحاسبات
  - بكالوريوس في علوم الحاسوب
  - بكالوريوس في تكنولوجيا المعلومات
  - بكالوريوس الجرافيكس والوسائط المتعددة
- كلية العلوم الاجتماعية
  - بكالوريوس إدارة عامة
  - بكالوريوس في الدراسات التنموية
  - بكالوريوس في الخدمة الاجتماعية والإدارة
  - بكالوريوس في الإعلام والاتصال
  - بكالوريوس في العلوم السياسية والعلاقات الدولية
- كلية الإقتصاد
  - بكالوريوس اقتصاد
  - بكالوريوس الإحصاء والتخطيط
  - بكالوريوس التجارة الدولية والاستثمار
- كلية الحقوق
  - بكالوريوس في القانون (ليسانس الحقوق)
- كلية التربية
  - بكالوريوس في تعليم العلوم (الأحياء والكيمياء)
  - بكالوريوس في إدارة تعليم العلوم
  - بكالوريوس في تعليم العلوم (الرياضيات والكيمياء)
  - ليسانس الآداب (اللغة الإنجليزية وآدابها)
- كلية الهندسة
  - بكالوريوس الهندسة المدنية
  - بكالوريوس هندسة كهربائية
  - بكالوريوس هندسة اتصالات
  - بكالوريوس العلوم في العمارة
- كلية المحاسبة
  - بكالوريوس محاسبة
- كلية الطب والعلوم الصحية
  - البكالوريوس في الطب
  - بكالوريوس تمريض
  - بكالوريوس علم الأحياء الدقيقة وعلوم المختبرات

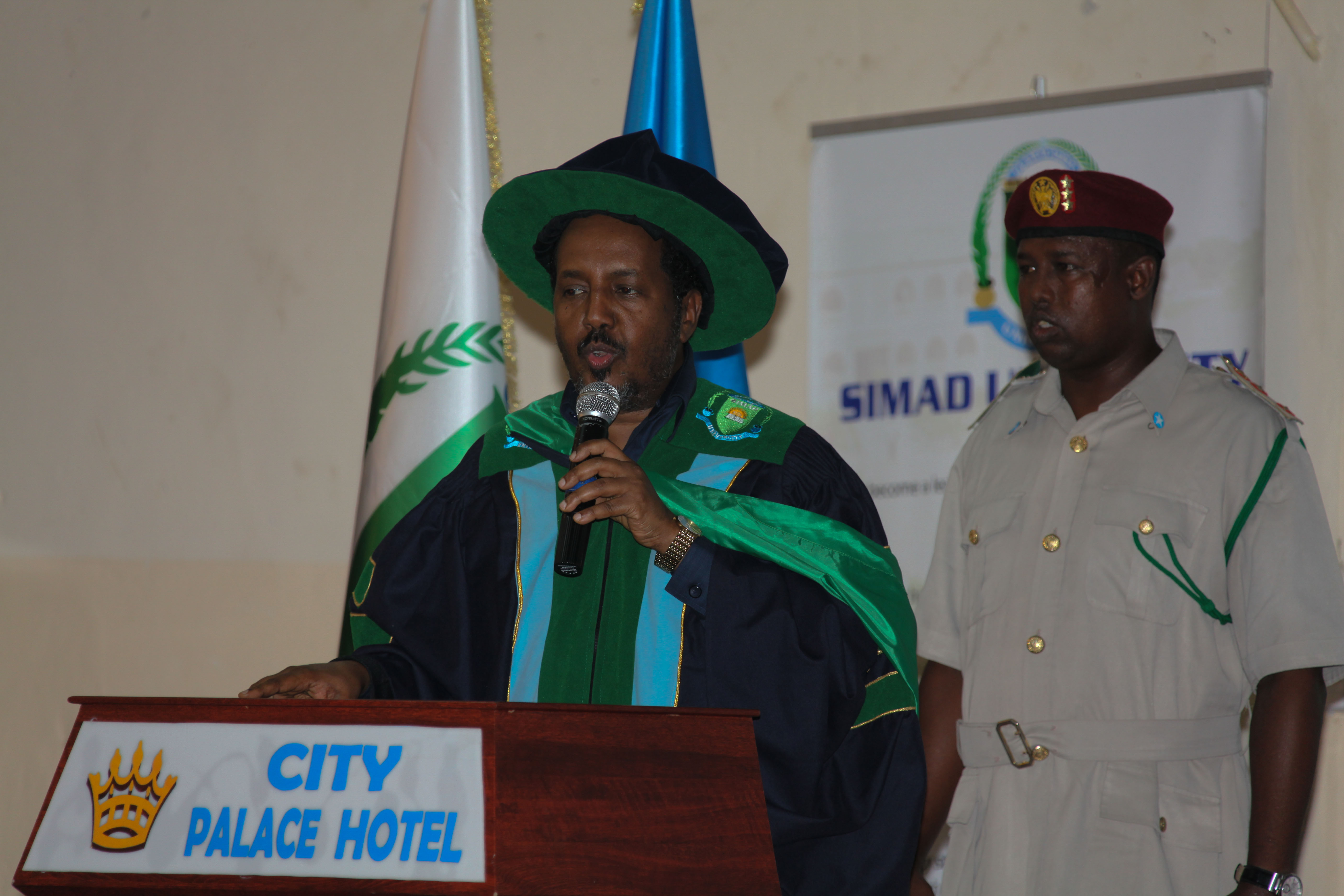
المؤسس والرئيس الأول لجامعة سيمد الرئيس الصومالي حسن شيخ محمود.

  - بكالوريوس في الصحة العامة
  - بكالوريوس القبالة

المصدر: 

## العضويات
- الرابطة الدولية للمدارس [8]
- شبكة البحث والتعليم الصومالية (SomaliREN) [9]
- اتحاد الجامعات الأفريقية [10]
- شبكة البحث والتعليم العربية (ASREN)
- عرب أكراو [11]
- World Engagement WEInstitute [12]
- اتحاد الجامعات الصومالية

## الشراكات
- جامعة ماليزيا المفتوحة (OUM) ، ماليزيا
- جامعة شيناواترا ، تايلاند [13]
- جامعة ملتميديا ، ماليزيا
- الجامعة الإسلامية العالمية ، ماليزيا
- جامعة السودان للعلوم والتكنولوجيا ، السودان
- كلية إدارة الأعمال بجامعة ماكيريري (MUBS) ، أوغندا
- جامعة دافوديل الدولية ، بنغلاديش [14]

## الاعتماد الأكاديمي
جامعة سيمد مسجلة حاليا كمؤسسة تعليم عالي خاصة غير ربحية تابعة لوزارة التعليم والتعليم العالي والثقافة (الصومال).

## كبار المسؤولين السابقين والحاليين
- حسن شيخ محمود - الرئيس الحالي لجمهورية الصومال الفيدرالية. المؤسس والمدير السابق لجامعة سيمد
- فارح شيخ عبد القادر - وزير التربية والتعليم الصومالي
- عبد الكريم حسين جوليد - وزير الداخلية الأسبق في جمهورية الصومال. عضو مجلس الإدارة
- عبد الرحمن محمد حسين (أودوا) وزير الداخلية والفيدرالية الأسبق في جمهورية الصومال الفيدرالية. الرئيس السابق للجامعة

## معرض صور

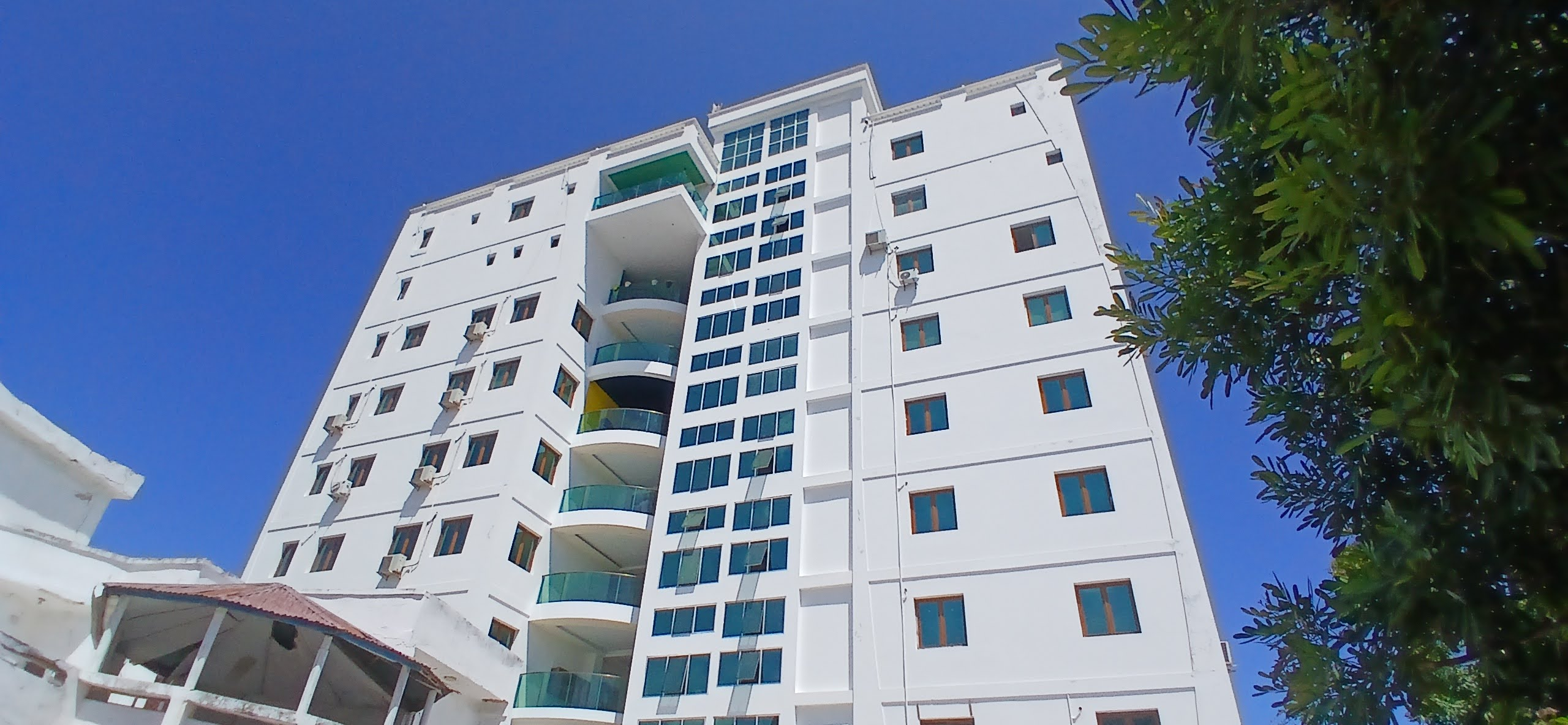
مبنى جامعة سيمد في تقاطع زوبي في العاصمة الصومالية مقديشو
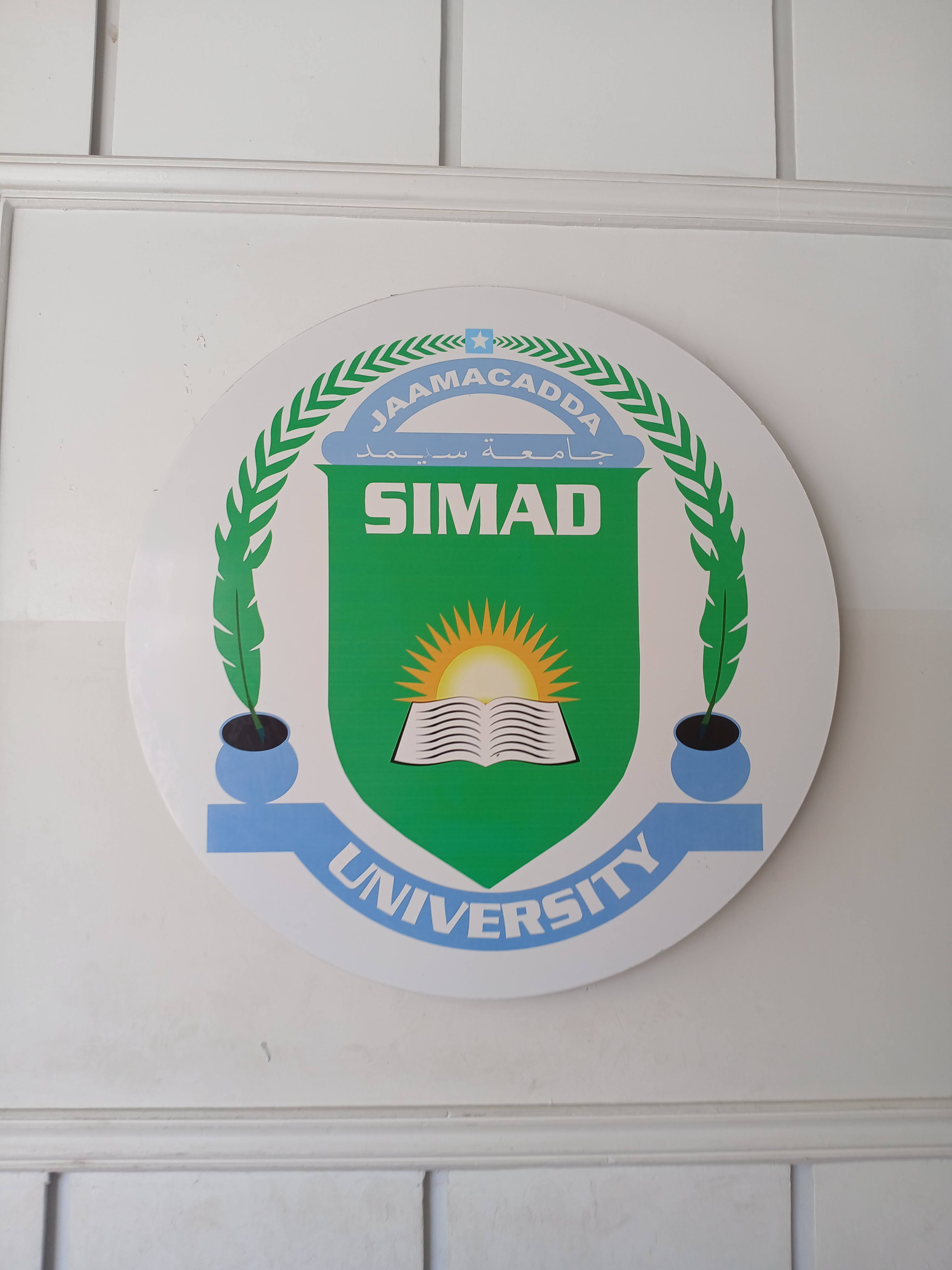
شعار الجامعة على واجهة المبنى الرئيسي في تقاطع زوبي
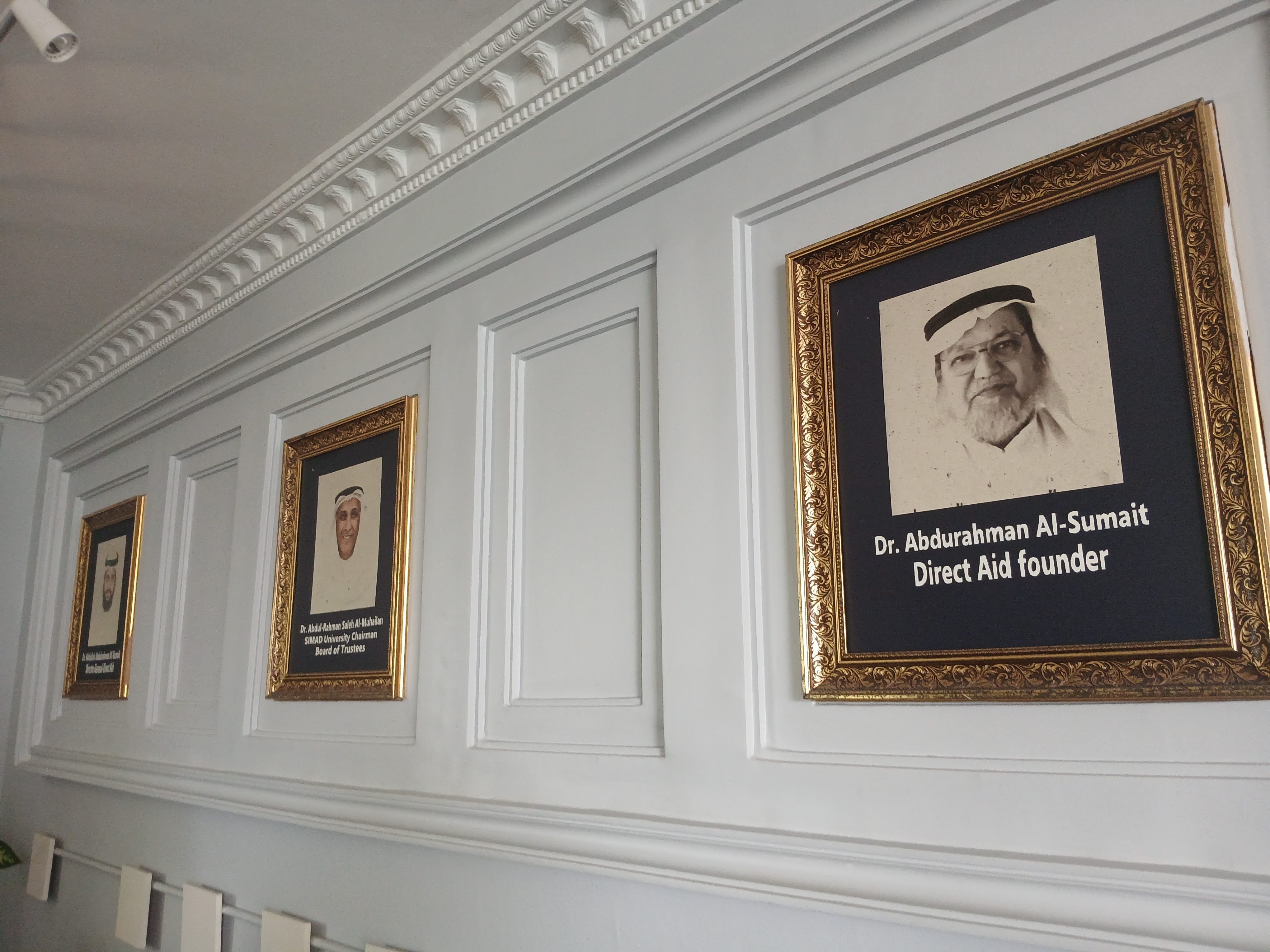
لوحة معلقة في مبنى الجامعة في تقاطع زوبي تُظهر الداعية الكويتي عبد الرحمن السميط أبرز الداعمين للجامعة
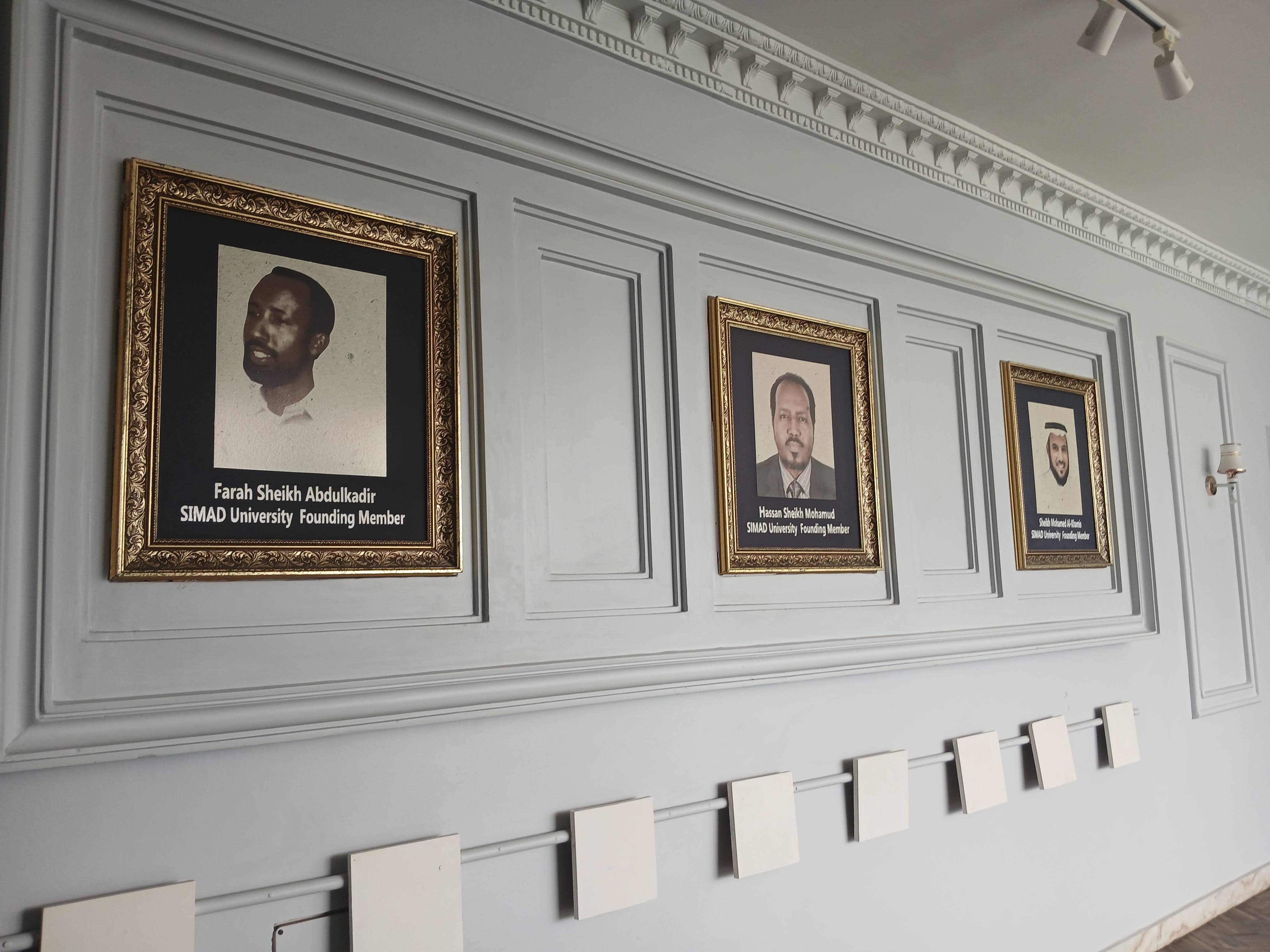
لوحة تظهر بعض مؤسسي الجامعة ومنهم: من اليسار وزير التعليم الصومالي فارح شيخ عبد القادر محمد والرئيس حسن شيخ محمود